# پاتریک لینچ (آرژانتین)
پاتریک لینچ (آرژانتین) (انگلیسی: Patrick Lynch؛ ۱۷۱۵ – ۱۷۸۹) سیاستمدار و مهاجری ایرلندی بود که در استان ریو دلا پلاتا، که اکنون بخشی از آرژانتین است، یک بازرگان برجسته شد.

## زندگی‌نامه
او در گالوی زاده شد و فرزند دوم پاتریک لینچ و اگنس بلیک بود.